# Parotis impia
Parotis impia là một loài bướm đêm trong họ Crambidae.